# Mistrzostwa Panarabskie w Lekkoatletyce 2011
17. Mistrzostwa Panarabskie w Lekkoatletyce – zawody lekkoatletyczne, które odbyły się w Al-Ajn w Zjednoczonych Emiratach Arabskich między 26 i 29 października 2011.

## Rezultaty

### Mężczyźni
| Konkurencja:                  | 1. miejsce                                                                              | Rezultat | 2. miejsce                                                                                                  | Rezultat | 3. miejsce                                                                                       | Rezultat |
| Bieg na 100 m                 | Aziz Ouhadi                                                                             | 10,24    | Barakat Al-Harthi                                                                                           | 10,27    | Femi Ogunode                                                                                     | 10,37    |
| Bieg na 200 m                 | Femi Ogunode                                                                            | 20,59    | Omar Juma Al-Salfa                                                                                          | 21,02    | Abdullah Al-Sooli                                                                                | 21,19    |
| Bieg na 400 m                 | Rabah Yousif                                                                            | 45,96    | Ahmed Mohamed Al-Merjabi                                                                                    | 46,74    | Abdelkrim Khoudri                                                                                | 47,59    |
| Bieg na 800 m                 | El Nazir Abdelkader                                                                     | 1:53,24  | Mohamed Mutlak Al-Azimi                                                                                     | 1:53,35  | Amine El Manaoui                                                                                 | 1:53,73  |
| Bieg na 1500 m                | Abderrahmane Anou                                                                       | 3:58,78  | Mohamed Ahmed Hamada                                                                                        | 3:59,15  | Mohamed Al-Garni                                                                                 | 3:59,23  |
| Bieg na 5000 m                | Ali Abubaker Kamal                                                                      | 15:35,53 | |          |                                                                                                  |          |
| Bieg na 10 000 m              | Holi Ahmad Obaidullah                                                                   | 29:57,62 | Khalifa Ali Al-Wahshi                                                                                       | 30:08,07 |                                                                                                  |          |
| Półmaraton                    | Mansour Obaid Ahmad                                                                     | 66:20    | |          |                                                                                                  |          |
| Bieg na 110 m przez płotki    | Fawaz Dahesh Al-Shammari                                                                | 13,75    | Abdulaziz Al-Mandeel                                                                                        | 13,79    | Lyès Mokdel                                                                                      | 13,80    |
| Bieg na 400 m przez płotki    | Abderahmane Hamadi                                                                      | 51,10    | Abdulgadir Idriss                                                                                           | 51,59    | Hassan Akabbou                                                                                   | 51,73    |
| Bieg na 3000 m z przeszkodami | Hamid Ezzine                                                                            | 8:41,98  | Ali Abubaker Kamal                                                                                          | 8:43,93  |                                                                                                  |          |
| Sztafeta 4 x 100 m            | Oman · Fahad Khamis Al-Jabri · Barakat Al-Harthi · Abdullah Al-Sooli · Yahya Al-Nofali  | 39,53    | Zjednoczone Emiraty Arabskie · Ahmed Al-Zaabi · Bilal Jouma Al-Salfa · Hussain Ghuloum · Omar Juma Al-Salfa | 39,85 NR | Katar · Ibrahim Abdulla Al-Waleed · Samuel Francis · Femi Ogunode · Eid Abdulla Al-Kuwari        | 40,13    |
| Sztafeta 4 x 400 m            | Sudan · Awad Elkarim Maki · Rabah Yousif · Hafedh Mohamed Hussein · El Nazir Abdelkader | 3:06,97  | Arabia Saudyjska · Abdullah Ahmed Abkar · Bilal Al-Housaoui · Mohamed Ali Al-Bishi · Mohammed Al-Salhi      | 3:07,62  | Oman · Obaid Al-Quraini · Othman Al-Busaidi · Abduallah Said Al-Haidi · Ahmed Mohamed Al-Merjabi | 3:08,82  |
| Skok wzwyż                    | Mutaz Essa Barshim                                                                      | 2,25     | Majed El Dein Ghazal                                                                                        | 2,22     | Ali Mohamed Younes Idris                                                                         | 2,13     |
| Skok o tyczce                 | Fahad Bader Al-Mershad                                                                  | 5,00     | Mouhcine Cheaouri                                                                                           | 4,80     | Mohamed Mulla Khalaf                                                                             | 4,80 NR  |
| Skok w dal                    | Yahya Berrabah                                                                          | 7,85     | Mohamed Fathallah Dhifallah                                                                                 | 7,65     | El Mehdi Kabbachi                                                                                | 7,30     |
| Trójskok                      | Issam Nima                                                                              | 16,41    | Ahmed Salama Abdelhafez                                                                                     | 15,87    | Mohammed Abdullah Abbas                                                                          | 15,78    |
| Pchnięcie kulą                | Meshari Suroor Saad                                                                     | 19,15    | Ahmed Hassan Gholoum                                                                                        | 18,67    | Musab Momani                                                                                     | 17,18    |
| Rzut dyskiem                  | Haidar Nasser Abdul Shaheed                                                             | 57,89    | Essa Moh.Gharib Al-Zankawi                                                                                  | 54.96    | Musab Momani                                                                                     | 54,80    |
| Rzut młotem                   | Ali Mohamed Al-Zinkawi                                                                  | 79,27    | Alaa El-Din Mohamed El-Ashry                                                                                | 69,31    | Hassan Mohamed Mahmoud                                                                           | 67,15    |
| Rzut oszczepem                | Ihab Al Sayed Abdelrahman                                                               | 78,83    | Ali Ammar                                                                                                   | 73,83    | Ahmed Samir El Shabramsly                                                                        | 70,38    |

### Kobiety
| Konkurencja:                  | 1. miejsce                                                               | Rezultat | 2. miejsce             | Rezultat | 3. miejsce          | Rezultat |
| Bieg na 100 m                 | Greta Taslakian                                                          | 11,97    | Dana Abdulrazak        | 12,06    |                     |          |
| Bieg na 200 m                 | Greta Taslakian                                                          | 23,68    | Salima Jamali          | 24,48    | Dana Abdulrazak     | 24,49    |
| Bieg na 400 m                 | Dana Abdulrazak                                                          | 55,74    |                        |          |                     |          |
| Bieg na 800 m                 | Genzebe Shami                                                            | 2:03,13  | Malika Akkaoui         | 2:05,15  | Amina Betiche       | 2:09,53  |
| Bieg na 1500 m                | Genzebe Shami                                                            | 4:19,15  | Alia Mohamed Saeed     | 4:22,48  | Amina Betiche       | 4:23,24  |
| Bieg na 5000 m                | Shitaye Eshete                                                           | 16:09,11 | Alia Mohamed Saeed     | 16:10,67 | Tejitu Daba         | 16:40,37 |
| Bieg na 10 000 m              | Shitaye Eshete                                                           | 33:28,07 | Kaltoum Bouaasayriya   | 34:33,38 |                     |          |
| Półmaraton                    | Lishan Dula                                                              | 72:10    | Souad Aït Salem        | 72:19    | Samira Raïf         | 72:28    |
| Bieg na 100 m przez płotki    | Lamia El Habz                                                            | 14,23    |                        |          |                     |          |
| Bieg na 400 m przez płotki    | Hayat Lambarki                                                           | 58,11    | Lamia El Habz          | 58,48    | Houria Moussa       | 58,85    |
| Bieg na 3000 m z przeszkodami | Salima Alami                                                             | 10:28,06 | Fadwa Sidi Madane      | 10:44,04 | Halima Salem Ali    | 10:48,06 |
| Sztafeta 4 x 100 m            | Maroko · Jamaa Chnaik · Hayat Lambarki · Lamia El Habz · Salima Jamali   | 46,84    |                        |          |                     |          |
| Sztafeta 4 x 400 m            | Maroko · Salima Jamali · Malika Akkaoui · Lamia El Habz · Hayat Lambarki | 3:40,58  |                        |          |                     |          |
| Skok wzwyż                    | Ghizlane Siba                                                            | 1,76     | Besnet Moussad Mohamed | 1,73     |                     |          |
| Skok o tyczce                 | Dinar Nisrine                                                            | 3,60     |                        |          |                     |          |
| Skok w dal                    | Romaissa Belbiod                                                         | 6,03     | Jamaa Chnaik           | 5,91     | Inas Mohamed Gherib | 5,91     |
| Trójskok                      | Baya Rahouli                                                             | 13,59    | Inas Mohamed Gherib    | 12,92 NR | Jamaa Chnaik        | 12,66    |
| Pchnięcie kulą                | Wala Mohamed Attia                                                       | 14,65    |                        |          |                     |          |
| Rzut dyskiem                  | Elham Sayed Wehba                                                        | 48,80    |                        |          |                     |          |
| Rzut młotem                   | Rana Taha Ibrahim                                                        | 59,40    | Zouina Bouzebra        | 58,33    | Nahal Kamel Fahmi   | 57,83    |